# Sirabougou
 (mai 2010).
Si vous disposez d'ouvrages ou d'articles de référence ou si vous connaissez des sites web de qualité traitant du thème abordé ici, merci de compléter l'article en donnant les références utiles à sa vérifiabilité et en les liant à la section « Notes et références ».
Sirabougou est un village du Mali appartenant à la commune de Dandougou Fakala, située dans le cercle de Djenné, dans la région de Mopti, et à proximité du Bani. Le village compte environ 2 000 habitants, dont la moitié de Bambaras, un tiers de Peuls et un sixième de Bozos. Le village est composé de deux quartiers :
- le quartier ouest, où vivent les Bambaras et quelques Peuls ;
- le quartier est, où vivent les Peuls et les Bozos.

Les Bozos étant des pêcheurs, ils vivent du côté le plus proche de la rivière, dans le quartier est.
Les alentours du village comptent plusieurs sites archéologiques : Arabéré, Togué Gassa, Borimoussa. Ce sont d'anciens villages aujourd'hui désertés.

## Histoire
Les fondateurs du village de Sirabougou, au XIXe siècle, des Peuls et des Bambaras, venaient de Borimoussa. Les Bozos venaient de Togué Gassa et, auparavant, des villages voisins de Soala et Tako. Au départ, Peuls et Bambaras vivaient dans le même village, l'actuel quartier ouest. Or, les Bambaras étant des cultivateurs et les Peuls des éleveurs, les bêtes de ces derniers ont commencé à causer des dommages aux cultures des premiers, entraînant leur déplacement plus près du Bani, 700 mètres plus à l'est, en 1908. Les Peuls de Borimoussa ont alors rejoint ceux de Sirabougou. Le village était alors sous la domination de l'Empire toucouleur, mais était situé au cœur de l'ancien empire peul du Macina. Toutefois, du temps du royaume bambara de Ségou, les Arabes d'Arabéré, opérant pour le compte de celui-ci, contrôlaient le trafic sur le Bani et imposaient des taxes à ceux qui l'empruntaient.
Le village de Sirabougou compte aujourd'hui une école communautaire avec trois classes, située au quartier bambara. On y trouve aussi de nombreux artisans : forgerons (de marionnettes, charrettes, tabourets), potier, tisserand, tailleur, épicier, boulanger, bogolans, bijoutier, etc. Mais l'essentiel de l'activité reste de nature agricole, avec toutefois des dominantes : élevage pour les peuls, culture pour les bambaras, pêche pour les bozos. Les artisans le sont d'ailleurs souvent en plus de leur activité paysanne. Un marché se tient le dimanche au quartier bambara, mais nombreux sont ceux qui se rendent aux marchés de Konio et Djenné pour vendre et pour acheter des produits.
Depuis plusieurs années, un projet de campement de tourisme solidaire a vu le jour, dont les bénéfices sont gérés par un comité de gestion dont les membres, issus des trois quartiers du village, ont été nommés par les chefs des quartiers. Le campement "Nyogondeme" ("s'entraider" en bambara) a vu le jour en 2008, et accueille désormais des voyageurs.
Le village a reçu en août 2010 la visite d'une équipe de la télévision canadienne TV5 Canada, qui a réalisé un reportage diffusé le 3 janvier 2011 au Canada, dans l'émission Partir Autrement, animée par Bruno Blanchet.

## Sources
Ces informations sont issues de discussions que l'auteur de l'article a eues avec les habitants de ce village, y ayant séjourné plusieurs semaines.